# Frontières de l'Ouzbékistan
 (octobre 2023).
Si vous disposez d'ouvrages ou d'articles de référence ou si vous connaissez des sites web de qualité traitant du thème abordé ici, merci de compléter l'article en donnant les références utiles à sa vérifiabilité et en les liant à la section « Notes et références ».

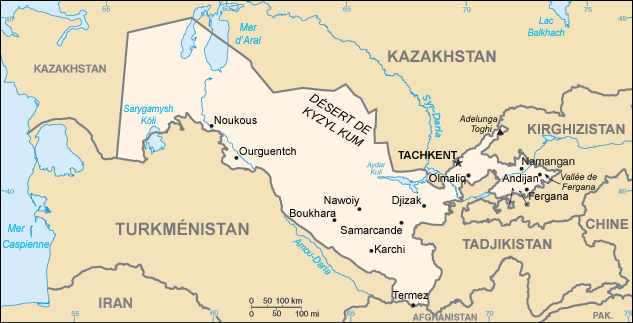
Carte de l'Ouzbékistan (en clair), mettant en évidence ses frontières avec les pays voisins.

Cet article recense les frontières internationales de l'Ouzbékistan.

## Généralités
L'Ouzbékistan possède des frontières terrestres avec cinq pays : Kazakhstan à l'ouest et au nord, Kirghizistan à l'est, Tadjikistan au sud-est, Afghanistan au sud et Turkménistan au sud-ouest.
L'Ouzbékistan est un pays totalement enclavé puisqu'il ne comporte aucune frontière maritime, de plus il est entouré par des pays eux-mêmes sans accès à la mer, (c'est de loin le plus grand des 5 pays dans ce cas).

## Récapitulatif

### Frontières
| Pays         | Longueur (km) | Subdivisions frontalières ouzbèkes                                                       | Subdivisions frontalières voisines                   |
| ------------ | ------------- | ---------------------------------------------------------------------------------------- | ---------------------------------------------------- |
| Afghanistan  | 144           | Sourkhan-Daria                                                                           | Balkh                                                |
| Kazakhstan   | 2 330         | Djizak, Karakalpakstan, Navoï, Syr-Daria, Tachkent                                       | Aktioubé, Kyzylorda, Manguistaou, Turkestan          |
| Kirghizistan | 1 314         | Andijan, Ferghana, Namangan, Tachkent                                                    | Batken, Och, Talas                                   |
| Tadjikistan  | 1 312         | Djizak, Ferghana, Kachkadaria, Namangan, Samarcande, Sourkhan-Daria, Syr-Daria, Tachkent | Khatlon, Région de subordination républicaine, Sughd |
| Turkménistan | 1 793         | Boukhara, Kachkadaria, Karakalpakstan, Khorezm, Sourkhan-Daria                           | Balkan, Daşoguz, Lebap                               |

### Tripoints
| Pays                        | Localisation                 | Coordonnées                  |
| --------------------------- | ---------------------------- | ---------------------------- |
| Afghanistan et Tadjikistan  | Amou-Daria                   | 37° 11′ 05″ N, 67° 47′ 20″ E |
| Afghanistan et Turkménistan | Amou-Daria                   | 37° 20′ 50″ N, 66° 31′ 35″ E |
| Kazakhstan et Kirghizistan  | Tchatangat, Alataou de Talas | 42° 15′ 30″ N, 70° 56′ 20″ E |
| Kazakhstan et Turkménistan  | 56e méridien est             | 41° 19′ 05″ N, 56° 00′ 00″ E |
| Kirghizistan et Tadjikistan |                              | 40° 13′ 40″ N, 70° 58′ 05″ E |